# قتاد حاد اللسان
القَتَاد حاد اللسان (باللاتينية: Astragalus oxyglottis) نوع نباتي عشبي من جنس القتاد.

## البيئة والانتشار
موطنه بلاد الشام وسيناء وتركيا والقوقاز وروسيا وأوكرانيا وإسبانيا.

## الوصف النباتي
الورقة مركبة تحتوي على 5-8 أزواج من الوريقات. الشمراخ الزهري يضم 4-7 أزهار.

## مرادفات للاسم العلمي
- (باللاتينية: Astragalus abbas-riazi Parsa)
- (باللاتينية: Astragalus psiloglottis DC.)
- (باللاتينية: Tragacantha oxyglottis (M. Bieb.) Kuntze)
- (باللاتينية: Astragalus oxyglottis var. psiloglottis (DC.) Bunge)